# Pottia macrocarpa
Pottia macrocarpa là một loài rêu trong họ Pottiaceae. Loài này được Schimp. mô tả khoa học đầu tiên năm 1836.